# Ulrich Alexander Kreppein
Ulrich Alexander Kreppein (* 9. Februar 1979 in Leverkusen-Opladen) ist ein deutscher Komponist und Hochschullehrer.

## Leben
Ulrich Kreppein, geboren in Leverkusen-Opladen und aufgewachsen in Schorndorf (Baden-Württemberg), studierte an der Robert Schumann Hochschule Düsseldorf und an der Columbia University in New York. 2006 schloss sich ein Promotionsstudium an der Harvard University in Boston (USA) an, welches er 2011 mit dem Ph.D in Komposition abschloss. Zu seinen Kompositionslehrern zählen u. a. Manfred Trojahn, Tristan Murail, Helmut Lachenmann und Julian Anderson.
Von 2014 bis 2022 unterrichtete er als Lehrkraft für besondere Aufgaben an der Hochschule für Musik FRANZ LISZT Weimar das Fach Komposition. Seit 2022 ist er Professor für Komposition und Musiktheorie an der Hochschule für Musik und Darstellende Kunst Frankfurt am Main.
Ulrich Kreppein wurde mit zahlreichen Preisen und Stipendien ausgezeichnet. Sein kompositorisches Schaffen umfasst ein breites Œuvre vom instrumentalen Solowerk bis zur Vokalmusik, besondere Schwerpunkte liegen auf Orchesterwerken und dem Musiktheater. Zu den Interpreten seiner Werke zählen u. a. das Gürzenich-Orchester Köln, Orchestre national de Belgique, Radio-Sinfonieorchester Stuttgart des SWR, Orchestre national de Lille, Ensemble mosaik, Ensemble Modern, Ensemble intercontemporain, Concerto Köln, Bachakademie Stuttgart, Kammerakademie Potsdam sowie das Boulanger Trio. Kreppeins erste abendfüllende Oper Die Versuchung des heiligen Antonius wurde am 8. Mai 2012 am Oldenburgischen Staatstheater uraufgeführt. Das Opera Lab Berlin realisierte Kreppeins experimentelles Musiktheater Körper / Schatten (UA am 23. März 2016).

## Preise und Auszeichnungen (Auswahl)
- 2001: Preisträger der Saarbrücker Komponistenwerkstatt
- 2003–2005: Stipendiat der Studienstiftung des deutschen Volkes
- 2006–2011: Presidential Fellowship der Graduate School of Arts and Sciences / Harvard University[5]
- 2009: Blodgett Composition Competition, Preis für das zweite Streichquartett, Harvard University[6]
- 2009–2011: Stipendiat Deutsche Bank Stiftung, „Akademie Musiktheater Heute“
- 2011: Stipendiat der jungen Akademie der Künste (Berlin)[7]
- 2011: Publikums- und Jurypreis beim Heidelberger Frühling
- 2012: Komponisten-Förderpreis der Ernst von Siemens Musikstiftung
- 2012: Aufenthaltsstipendium für den Künstlerhof Schreyahn[8]
- 2013: Alexander Zemlinsky Prize for Composition, erster Preis[9]
- 2018–2019: Stipendium an der Cité Internationale des Arts Paris[10]

## Kompositionen (Auswahl)

### Solowerke
- Schrift für Flöte solo (2015)
- abendlich auf schattenbegleiteten wegen ...  für Violoncello (2013)

### Kammermusik 2-3 Spieler
- Spielraum für Akkordeon, Viola (2016/17)
- Flüsterraum für 2 Gitarren (2016/17)
- Angstraum – Nach Texten von Federico García Lorca für Sopran, Flöte, Violoncello (2016/17)
- Trio für Klavier, Violine, Violoncello (2016)
- Windinnres (Phantasiestück 1) für Streichtrio (2010)

### Kammermusik 4-9 Spieler
- Bausatz für Orgel, E-Gitarre, Schlagzeug, Klavier, 2 Violinen, Viola, Violoncello, Kontrabass (2024)
- Formen der Luft für Flöte, Violoncello, Klavier, Akkordeon (2021)
- Stillleben mit Schädel für Flöte, Klarinette, Harfe, Celesta, Percussion, Violine, Viola, Violoncello, Kontrabass (2020)
- Splitter der Stille für Akkordeon und Streichquartett (2019)
- 좌충우돌 [dzwaː – tɕuŋ – u – doːl] für Klavier, Kayageum, Geomungo, Violoncello (2019)
- Nachtstück für Flöte, Oboe, Klarinette, Saxophon, Percussion, Klavier, Violine, Viola, Violoncello (2018)
- Wutraum für Sopran, Akkordeon, Klavier, Schlagzeug (2016)
- Windinnres – Wucherungen  für Flöte, Klarinette, Fagott, Horn, 2 Violinen, Viola, Violoncello (2015/16)
- Konstruktionen der Dämmerung für Percussion Quartett (2010)
- Nachtschattenwirbel (Phantasiestück 2) für Flöte, Klarinette, Percussion, Klavier, Streichquartett (2010)
- Phantasiestücke (1: Windinnres; 2: Nachtschattenwirbel; 3: Abendlied) für Flöte, Klarinette, Percussion, Klavier, Streichquartett (2008–10)
- Abendlied (Phantasiestück 3) für Flöte, Klarinette, Klavier, Streichtrio (2008)
- Sine Nomine für Flöte, Klarinette, Horn, Posaune, Streichtrio (2007)
- 2. Streichquartett (2004/09)
- Nachtstück für Blechbläserquintett (2000)

### Ensemble
- Reigen – Urbane Klangräume Nr. 2 für Ensemble (Fl, Klar, Sax, Fg, Hr, Trp, Pos, Schlgz, Klav, Akk, 2 Vl, Vla, Vc, Kb) (2022)
- Ferne Nähe, schwarz vertieft für Ensemble (Flöte, Oboe, Klarinette/Bassklarinette, Fagott, Horn, Schlagzeug, 2 Violinen, Viola, Violoncello) (2018)
- Les oiseaux dans ma tête – discours imaginaire für 12 Streicher (7 Violinen, 2 Violen, 2 Violoncelli, 1 Kontrabass) (2017)
- Echoräume – Polywerk für vier Kammerensembles im Raum: Akkordeon, Viola – Sopran, Akkordeon, Klavier, Schlagzeug – Sopran, Flöte, Violoncello – 2 Gitarren (2016/17)
- Départ für Flöte, Oboe, Klarinette, Fagott, Horn, Trompete, Posaune, Tuba, Harfe, Klavier, 2 Percussionisten, 2 Violinen, Viola, Violoncello, Kontrabass (2013)
- Unendlicher Geheimnisse schweigender Bote – nach Texten von Novalis für Sopran und Ensemble (Flöte, Klarinette, Posaune, 2 Percussion, Akkordeon, Harfe, Klavier, 2 Violinen, Viola, Violoncello, Kontrabass) (2012–13)
- Nachklänge – Echos – Klangbilder aus Friedrichs Welt für 2 Flöten, Oboe, 2 Klarinetten, Fagotte, 2 Hörner, 2 Percussionisten, Streicher (2011)
- Spiegelbilder für Flöte, Oboe, Klarinette, Posaune, Percussion, Klavier, Streichquartett (2007)

### Orchester
- King kommt noch für Kinderchor, Sprecher und Orchester (2017/18)
- Leise für Orchester (4-3-4-3, 4-4-4-1, 2 Perc, Hfe, Streicher) (2014/15)
- Flucht für Orchester (4-3-4-3, 4-4-4-1, 3 Perc, 2 Hfe, Klav, Streicher) (2013/14)
- Bruchstücke – Ruinen. Annäherungen an alte Burgen und an einen Bachchoral für Orchester mit historischen Instrumenten (2-2-2-2, 2-2-3-0, Perc, Streicher: 8-7-5-4-3) (2013)
- Labyrinth für großes Orchester im Raum (4-3-4-3, 6-3-3-1, 3-4 Perc, 2 Hfe, Klav, Streicher) (2013)
- Spiel der Schatten für Orchester (3-3-3-3, 4-3-3-1, 2-3 Perc, Hfe, Klav, Streicher) (2009)
- Paysage Nocturne II für kleines Orchester (2008)
- Paysage Nocturne I für kleines Orchester (2006)
- Le soleil s’est noyé dans son sang qui se fige ...  für großes Orchester (2000)

### Vokalmusik
- Lichterdiebe – Eine Liederzyklusinventur für Sopran, Bassklarinette, Violoncello, Klavier (2021)
- Angstraum – Nach Texten von Federico García Lorca für Sopran, Flöte, Violoncello (2016/17)
- Wutraum für Sopran, Akkordeon, Klavier, Schlagzeug (2016)
- calles y sueños für 8 Stimmen und Ensemble (Altflöte, Oboe, Klarinette, Schlagzeug, Klavier, Violine, Viola, Violoncello) (2016)
- Unendlicher Geheimnisse schweigender Bote nach Texten von Novalis für Sopran und Ensemble (Flöte, Klarinette, Posaune, 2 Percussionisten, Akkordeon, Harfe, Klavier, 2 Violinen, Viola, Violoncello, Kontrabass) (2012/13)
- Triptychon – nach Texten von Friedrich Hölderlin für Flöte, Harfe, Sopran und Viola (2008)
- Georgelieder für Sopran, Flöte, Violine, Violoncello (2007)
- Agnus Dei für 12-stimmigen Chor a-cappella (2004)
- Melodram nach einem Text von Franz Kafka für Sprecher und Klavier (2001/02)

### Musiktheater
- Körper / Schatten. Experimentelles Musiktheater nach Peter Weiss für Stimme und 8 Instrumente (2015–16)
- Die Versuchung des heiligen Antonius nach Gustave Flaubert für 6 Solisten, 2 Schauspieler, Vokalensemble, Chor und großes Orchester (2011/12)

### Musik für Kinder und Jugendliche
- Das kleine Gespenst – nach dem gleichnamigen Kinderbuch von Otfried Preußler für 2 Sprecher, Kinderchor, Orchester (2-2-2-2, 2-1-1-0, Pk, 2 Schlgz, Hfe, Streicher: 8-7-6-4-3) (2020)
- King kommt noch – nach dem gleichnamigen Buch von Andrea Karimé für Schauspieler, Kinderchor, Orchester (2-2-2-2, 2-1-1-0, Pk, 2 Schlgz, Hfe, Oud, Streicher: min. 8-7-6-4-3) (2018)

## CDs
- Porträt-CD Ulrich Kreppein: Spiel der Schatten: 2. Streichquartett / Phantasiestücke I-III / Départ / Spiel der Schatten col legno 2013 (WWE 1CD 40406)

## Schriften (Auswahl)
- „Gesamt:Kunst?Werk! Gesamtkunstwerk als Genre - eine systemtheoretische Annäherung“. Mit Fabian Czolbe. In: MusikTexte. Heft 154 (2017). S. 51–56
- „Parzellen statt Erfahrungen. Über das Ziehen von Zäunen“. Essay zum Neuen Konzeptualismus. In: MusikTexte. Heft 148 (2016). S. 5–7.